# Variabel goudkussentje
Variabel goudkussentje (Perichaena chrysosperma) is een slijmzwam in de familie Trichiidae. Het groeit saprotroof op dood hout van loofbomen of -struiken.

## Verspreiding
In Nederland komt de soort uiterst zeldzaam voor.